# Tamazunchale
Tamazunchale egy város Mexikó San Luis Potosí államának délkeleti részén. 2010-ben lakossága meghaladta a 24 000 főt.

## Földrajz

### Fekvése
A város San Luis Potosí állam délkeleti szélén épült fel a Moctezuma folyó völgyében, ott, ahol a Moctezuma és az Amajac összefolyik. A völgytalp 110–120 méterrel fekszik a tenger szintje felett, de közvetlenül a város szomszédságában már több száz méter relatív magasságú hegyek emelkednek, sőt, a szélső utcák már ezen hegyek lejtőire kúsznak fel. A hegyeket vadon borítja, de főként a várostól keletre mezőgazdasági területek is vannak.

### Éghajlat
A város éghajlata forró, főként nyáron és ősz elején csapadékos. Minden hónapban mértek már legalább 37 °C-os hőséget, a rekord elérte a 49 °C-ot is. Az átlagos hőmérsékletek a januári 19,6 és a júniusi 29,2 fok között váltakoznak, fagy nem fordul elő. Az évi átlagosan 1561 mm csapadék időbeli eloszlása nagyon egyenetlen: a júniustól szeptemberig tartó 4 hónapos időszak alatt hull az éves mennyiség közel kétharmada.
| Hónap                                   | Jan. | Feb. | Már. | Ápr. | Máj. | Jún. | Júl. | Aug. | Szep. | Okt. | Nov. | Dec. | Év   |
| --------------------------------------- | ---- | ---- | ---- | ---- | ---- | ---- | ---- | ---- | ----- | ---- | ---- | ---- | ---- |
| Rekord max. hőmérséklet (°C)            | 37,0 | 40,0 | 43,0 | 49,0 | 48,0 | 47,0 | 44,0 | 44,0 | 43,0  | 40,0 | 39,0 | 38,0 | 49,0 |
| Átlagos max. hőmérséklet (°C)           | 24,9 | 26,8 | 30,1 | 32,8 | 34,9 | 35,4 | 34,6 | 35,2 | 33,2  | 31,2 | 28,2 | 25,0 | 31,0 |
| Átlaghőmérséklet (°C)                   | 19,6 | 20,7 | 23,8 | 26,3 | 28,8 | 29,2 | 28,6 | 28,8 | 27,6  | 25,6 | 23,1 | 19,9 | 25,2 |
| Átlagos min. hőmérséklet (°C)           | 14,3 | 14,7 | 17,5 | 19,8 | 22,6 | 23,0 | 22,7 | 22,4 | 22,0  | 20,0 | 18,0 | 14,9 | 19,3 |
| Rekord min. hőmérséklet (°C)            | 3,0  | 0,8  | 6,0  | 0,0  | 10,0 | 10,0 | 16,0 | 8,0  | 11,0  | 9,0  | 4,5  | 0,0  | 0,0  |
| Átl. csapadékmennyiség (mm)             | 38   | 36   | 38   | 64   | 120  | 223  | 216  | 220  | 345   | 154  | 72   | 36   | 1561 |
| Forrás: Servicio Meteorológico Nacional |      |      |      |      |      |      |      |      |       |      |      |      |      |

## Népesség
A település népessége a közelmúltban folyamatosan növekedett:
| Év   | Lakosság |
| ---- | -------- |
| 1990 | 19 223   |
| 1995 | 20 573   |
| 2000 | 20 699   |
| 2005 | 21 614   |
| 2010 | 24 562   |

## Története
A település neve a vaszték nyelvből ered, de pontos jelentésére két különböző magyarázat is létezik. Az egyik szerint a Temazolcali szóból származik, aminek jelentése „varangyok háza”, a másik szerint a tam („hely”), az uzum („nő”) és a tzale („kormányoz”) szavak összetételéből alakult ki, és így azt jelenti, hogy „a hely, ahol a kormányzónő él”.
A területet régen vasztékok lakták, azonban az ő kultúrájukat a 15. század elején az aztékok elpusztították, majd a 16. századtól kezdve a spanyol gyarmatosítók vették át az irányítást a terület felett. 1803-ban érkezett a településre Alonso Peña, akinek egyik fia, Francisco Peña néhány évvel később a helyi függetlenségiek vezetőjévé vált. 1812-ben csapatai megtámadták a spanyolok kezén levő Tamazunchalét, amit fel is gyújtottak, így a város ezután éveken át teljesen lakatlan maradt, csak a béke elérkeztével kezdtek újra építkezésbe az ide települők. 1827-ben, amikor egy rendeletben felsorolták a nemrég megalakult szövetségi állam néhány községét, Tamazunchale már közöttük volt, sőt, 1828-ban már éves vásár tartására is jogot kaptak. Az 1857-ben kitört reformháború során is sokat szenvedett a város, majd a francia megszállás idején az imperialisták is számos bűntényt követtek el itt.
A helyi plébániatemplom építése 1893-ban kezdődött meg, és már azelőtt használni kezdték, hogy 1903-ra elkészült volna a tető és a főoltár. A községi palotát 1895-ben avatták fel, de egy 1914-es tűzvészben elpusztult. Ebben az időszakban jelentős volt a környéken a kávé, a rizs és az értékes faanyagok termelése, a termékeket pedig Tampico kikötőjén keresztül exportra is juttatták. A forradalom során 1911. május 12-én érkeztek a városba az első forradalmár csapatok, akik ellenállás nélkül vették be Tamazunchalét. Ezután évekig viszonylagos nyugalom volt, bár egyszer egy kisebb csata is lezajlott a közelben.
1935-ben jelent meg az első helyi újság (egy havilap) Manuel José Othón szerkesztésében, és ugyanebben az évben avatták fel a Moctezuma folyón átívelő vashidat is. 1955. szeptember 19-én és 30-án két hurrikán, a Gladys és a Hilda jelentős pusztítást végzett a városban, az utcákat teljesen elöntötte a víz.

## Turizmus, látnivalók, kultúra
A városban kevés turisztikai látnivaló van, a környék viszont gazdag természeti szépségekben. A Claro és az Amajaque folyók összefolyásának vidéke önmagában is szép, ráadásul érdekes barlangok is találhatók ott. Figyelemreméltó a Tamar-forrás és a Vega Larga nevű hely, ahol csiga alakú ősmaradványok láthatók a sziklákban.
A helyi ünnepek többnyire vallási jellegűek. A kézművesek hímzett ruhákat, picike faszekereket, álarcokat, valamint gitárokat és egyéb húros hangszereket készítenek, és vannak, akik állatok kitömésével is foglalkoznak.